# John Jeremiah Bigsby
John Jeremiah Bigsby (* 14. August 1792 in Nottingham; † 10. Februar 1881 in London) war ein britischer Arzt, Paläontologe und Geologe und Pionier der geologischen Erforschung Kanadas.

## Leben
Bigsby studierte Medizin in Edinburgh mit dem Abschluss als M.D. im Jahre 1814. Danach wurde er Chirurg bei der britischen Armee, war mit dieser 1817 am Kap der Guten Hoffnung und ab 1818 in Québec in Kanada. Dort begann er sich, auch in offiziellem Auftrag, mit der Geologie des Landes zu befassen. Ab 1820 war er Mitglied der Grenzkommission zu den USA von kanadischer Seite. Seine dabei gewonnenen geologischen Erkenntnisse im Gebiet des Sankt-Lorenz-Stroms und der Großen Seen veröffentlichte er im American Journal of Science, and Arts und 1823 in den Transactions der Geological Society of London, deren Fellow er im selben Jahr wurde. 
Ende 1826 ging er, vom geringen Interesse der kanadischen Regierung an geologischer Forschung enttäuscht, zurück nach England und ließ sich als Arzt in Newark-on-Trent nieder. Er war dort zwischen 1827 und 1830 Alderman und Bürgermeister und ab 1840 leitender Arzt am Newark Hospital. 
1846 zog er nach London und widmete sich den Wissenschaften. Er veröffentlichte über die Geologie von Kanada und einen Katalog von Fossilien des Silur, dem ein weiterer über die des Devon/Karbon folgten (ein Band über das Perm blieb bei seinem Tod unvollendet).
Er wurde Fellow der Royal Society (1874) und 1874 erhielt er die Murchison-Medaille. Die Bigsby Medal der Geological Society of London für Erforschung amerikanischer Geologie wurde 1877 von ihm gestiftet.
1825 wurde er Mitglied der American Philosophical Society in Philadelphia. George Mercer Dawson benannte ihm zu Ehren den Bigsby Inlet bei den Queen Charlotte Islands.

## Schriften
- The shoe and the canoe or pictures of travel in the Canadas. 2 Bände. Chapman and Hall, London 1850, (Digitalisate: Band 1, Band 2; über seine Erlebnisse in Kanada).
- On the utility and design of the Science of Geology. In: Canadian Review and Literary and Historical Journal. Band 1, Nr. 2, 1824, S. 377–395, (anonym publiziert).
- Notes on the Geography and Geology of Lake Huron. In: Transactions of the Geological Society. Serie 2, Band 1, Nr. 2, 1824, ISSN 2042-5295, S. 175–209.
- Thesaurus Siluricus. The Flora and Fauna of the Silurian Period. van Voorst, London 1868, (Digitalisat).
- Thesaurus Devonico-Carboniferus. The Flora and Fauna of the Devonian and Carboniferous Periods. The Genera and Species arranged in Tabular Form, showing their Horizons, Recurrences, Localities, and other Facts. van Voorst, London 1878, (Digitalisat).